# ارنستو ماسکرونی
ارنستو ماسکرونی (به ایتالیایی: Ernesto Mascheroni) بازیکن فوتبال و اهل ایتالیا است 

## تیم ملی
از سال ۱۹۳۵ میلادی عضو تیم ملی فوتبال ایتالیا بوده و در ۲ بازی ملی حضور داشته‌است. او در بازی‌های ملی‌اش گلی به ثمر نرساند.
ارنستو ماسکرونی آخرین بازی ملی خود را در سال ۱۹۳۵ میلادی انجام داد.